# Abdulazize (sultão otomano)
Abdulazize (em turco otomano: عبد العزيز/ ʻAbdü'l-ʻAzīz, em turco:  Abdülaziz; 8 de fevereiro de 1830  – 4 de junho de 1876) foi o 32.º sultão do Império Otomano e reinou entre 25 de junho de 1861 e 30 de maio de 1876. Ele era filho do sultão Mamude II e sucedeu seu irmão Abdul Mejide I em 1861.
Nascido no Palácio de Eyüp, Constantinopla (atual Istambul), em 8 de fevereiro de 1830, Abdulazize recebeu uma educação otomana, mas ainda assim era um admirador ardente do progresso material que foi feito no Ocidente. Ele foi o primeiro sultão otomano que viajou para a Europa Ocidental, visitando várias capitais importantes da Europa, incluindo Paris, Londres e Viena no verão de 1867.
Além de sua paixão pela Marinha Otomana, que possuía a terceira maior frota do mundo em 1875 (depois das marinhas britânica e francesa), o sultão se interessou em documentar o Império Otomano. Ele também estava interessado em literatura e era um talentoso compositor de música clássica. Algumas de suas composições, juntamente com as dos outros membros da dinastia otomana, foram coletadas no álbum European Music at the Ottoman Court pela London Academy of Ottoman Court Music. Ele foi deposto por ter administrado mal a economia otomana em 30 de maio de 1876 e foi encontrado morto seis dias depois em circunstâncias antinaturais e misteriosas.

## Início da Vida

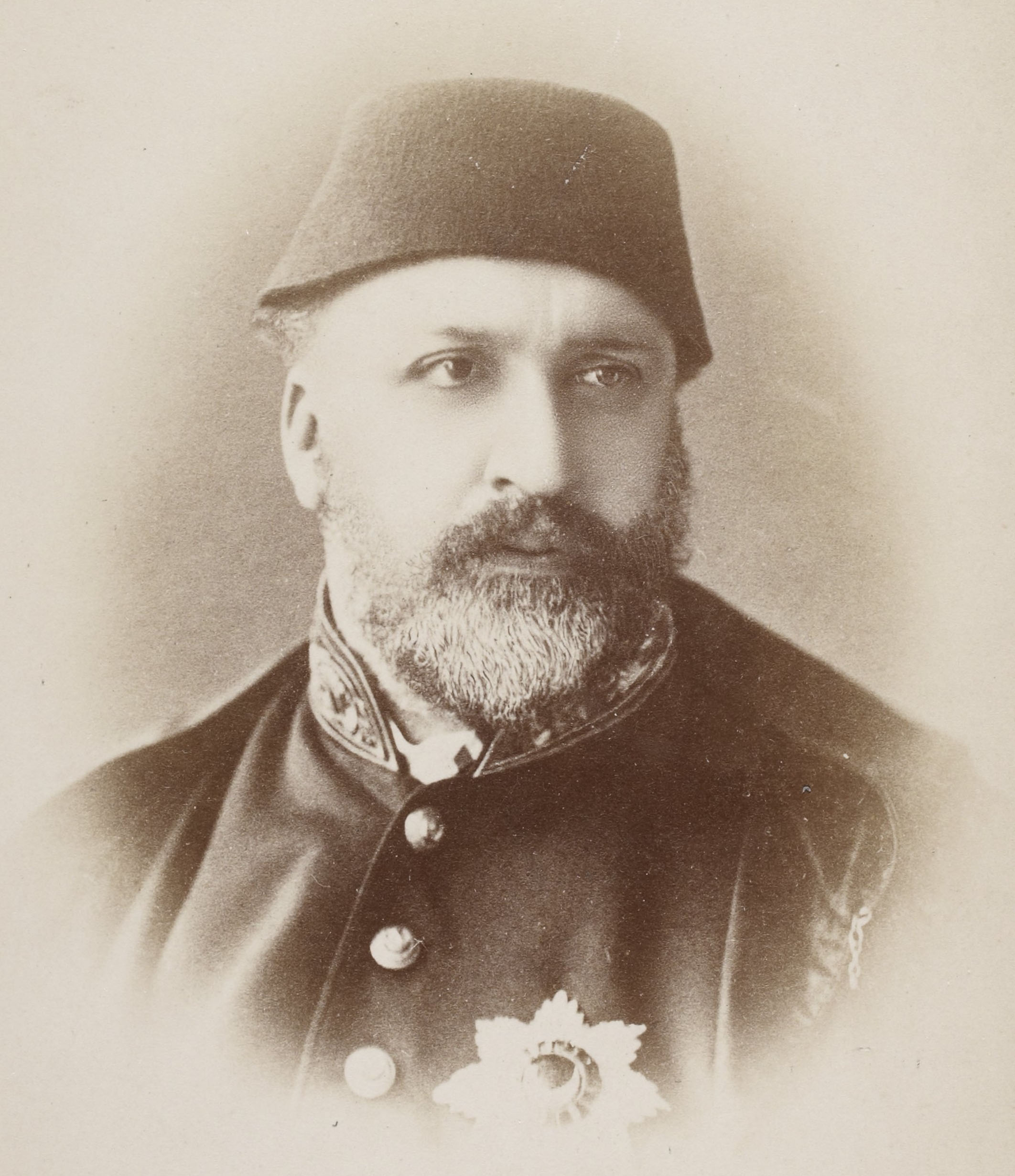
O Sultão em 1873

Seus pais eram Mamude II e Pertevniyal Sultan (1812–1883), originalmente chamada Besime, uma circassiana. Em 1868, Pertevniyal residia no Palácio Dolmabahçe. Naquele ano, Abdulazize levou a imperatriz da França, Eugénia de Montijo, para visitar sua mãe. Pertevniyal considerou a presença de uma mulher estrangeira em seus aposentos particulares um insulto. Ela teria dado um tapa na cara de Eugénia, o que quase causou um incidente internacional. De acordo com outro relato, Pertevniyal ficou indignada com a ousadia de Eugénia em pegar o braço de um de seus filhos enquanto ele dava uma volta pelo jardim do palácio, e acabou dando a imperatriz um tapa no estômago, possivelmente mais sutilmente, e lembrou que eles não estavam na França.
A mesquita de Pertevniyal foi construída sob o patrocínio de sua mãe. O trabalho de construção começou em novembro de 1869 e a mesquita foi concluída em 1871.
Seus avós paternos foram o sultão Abdulamide I e a sultana Nakşidil Sultan. Vários relatos identificam sua avó paterna com Aimée du Buc de Rivéry, prima da imperatriz Josefina. Pertevniyal era irmã de Khushiyar Qadin, terceira esposa de Ibrahim Paxá, do Egito. Khushiyar e Ibrahim foram os pais de Ismail Paxá.

## Reinado

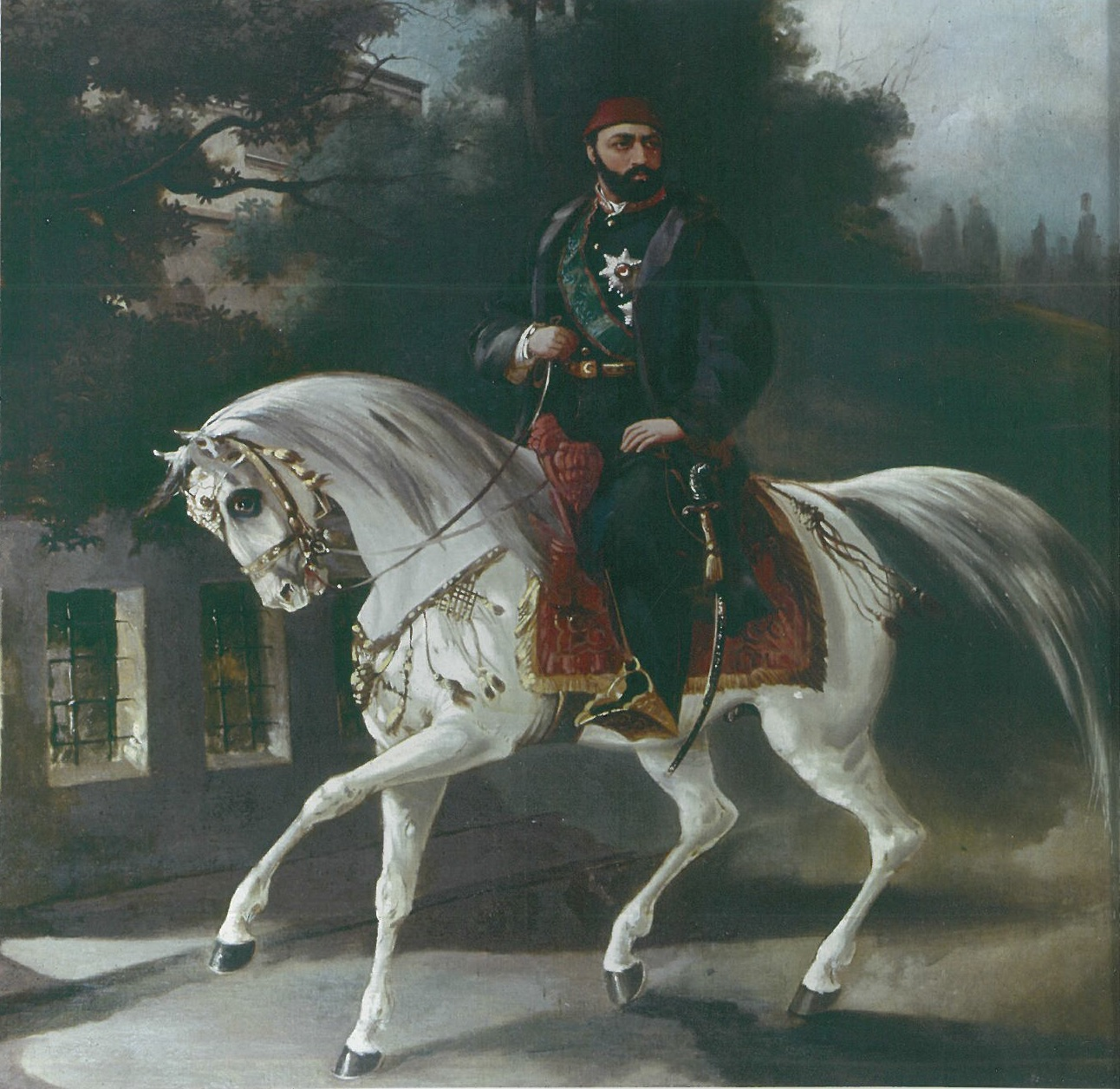
Retrato equestre do Sultão Abdulazize, por Stanislaw Chlebowski

Entre 1861 e 1871, as reformas Tanzimat que começaram durante o reinado de seu irmão Abdul Mejide I foram continuadas sob a liderança de seus principais ministros, Mehmed Fuad Pasha e Mehmed Emin Aali. Novos distritos administrativos (vilayets) foram criados em 1864 e um Conselho de Estado foi estabelecido em 1868. A educação pública foi organizada no modelo francês e a Universidade de Istambul foi reorganizada como uma instituição moderna em 1861. Ele também fez parte do estabelecimento do primeiro código civil otomano.
Abdulazize cultivou boas relações com o Segundo Império Francês e o Império Britânico. Em 1867, ele foi o primeiro sultão otomano a visitar a Europa Ocidental; sua viagem incluiu uma visita à Exposição Universal de 1867 em Paris e uma viagem ao Reino Unido, onde ele foi nomeado Cavaleiro pela Rainha Vitória. Ele viajou em um vagão particular, que hoje pode ser encontrado no Museu Rahmi M. Koç, em Istambul.
Também em 1867, Abdulazize tornou-se o primeiro sultão otomano a reconhecer formalmente o título de Quediva (vice-rei) a ser usado pelos uale (governador) do Egito Otomano (1517–1867), que se tornou o Quedivato otomano autônomo do Egito e Sudão (1867–1914). Maomé Ali Paxá e seus descendentes eram os governadores (Vali) do Egito otomano e do Sudão desde 1805, mas estavam dispostos a usar o título mais alto de Quediva, que não foi reconhecido pelo governo otomano até 1867. Em troca, o primeiro quedive, Ismail Paxá, havia concordado um ano antes (em 1866) em aumentar as receitas tributárias anuais que o Egito e o Sudão proporcionariam ao tesouro otomano.
Entre 1854 e 1894, as receitas do Egito e do Sudão foram frequentemente declaradas como garantia pelo governo otomano por empréstimos de bancos britânicos e franceses. Depois que o governo otomano declarou um calote em seus pagamentos da dívida externa em 30 de outubro de 1875, que desencadeou a Grande Crise Oriental nas províncias dos Bálcãs do império, que levou à devastadora Guerra Russo-Turca (1877–1878) e ao estabelecimento de Administração da dívida pública otomana em 1881, aumentando a importância para a Grã-Bretanha das garantias relativas às receitas otomanas do Egito e do Sudão. Combinadas com o muito mais importante Canal de Suez, que foi aberto em 1869, essas garantias foram influentes na decisão do governo britânico de ocupar o Egito e o Sudão em 1882, com o pretexto de ajudar o governo otomano-egípcio a reprimir a Revolta de Uli (1879–1882). O Egito e o Sudão (junto com Chipre) permaneceram nominalmente em territórios otomanos até 5 de novembro de 1914, quando o Império Britânico declarou guerra contra o Império Otomano durante a Primeira Guerra Mundial.
Em 1869, Abdulazize recebeu visitas de Eugénia de Montijo, imperatriz consorte de Napoleão III da França e outros monarcas estrangeiros a caminho da abertura do Canal de Suez. O príncipe de Gales, o futuro Eduardo VII, visitou duas vezes Istambul.
Em 1871, tanto Mehmed Fuad Pasha quanto Mehmed Emin Aali estavam mortos. O Segundo Império Francês, seu modelo da Europa Ocidental, havia sido derrotado na Guerra Franco-Prussiana pela Confederação da Alemanha do Norte, sob a liderança do Reino da Prússia. Abdulazize voltou-se para o Império Russo em busca de amizade, enquanto os distúrbios nas províncias dos Bálcãs continuavam. Em 1875, a rebelião Herzegoviniana foi o começo de mais distúrbios nas províncias dos Bálcãs. Em 1876, a Revolta de Abril viu a insurreição se espalhar entre os búlgaros. Após isso, houve um esfriamento das relações com a Rússia, porque esta estava encorajando as rebeliões.
Embora nenhum evento tenha levado à sua deposição, o fracasso da colheita de 1873 e seus gastos luxuosos na Marinha Otomana e em novos palácios que ele construiu, juntamente com o aumento da dívida pública, ajudaram a criar uma atmosfera propícia à sua derrocada. Abdulazize foi deposto por seus ministros em 30 de maio de 1876.

## Morte

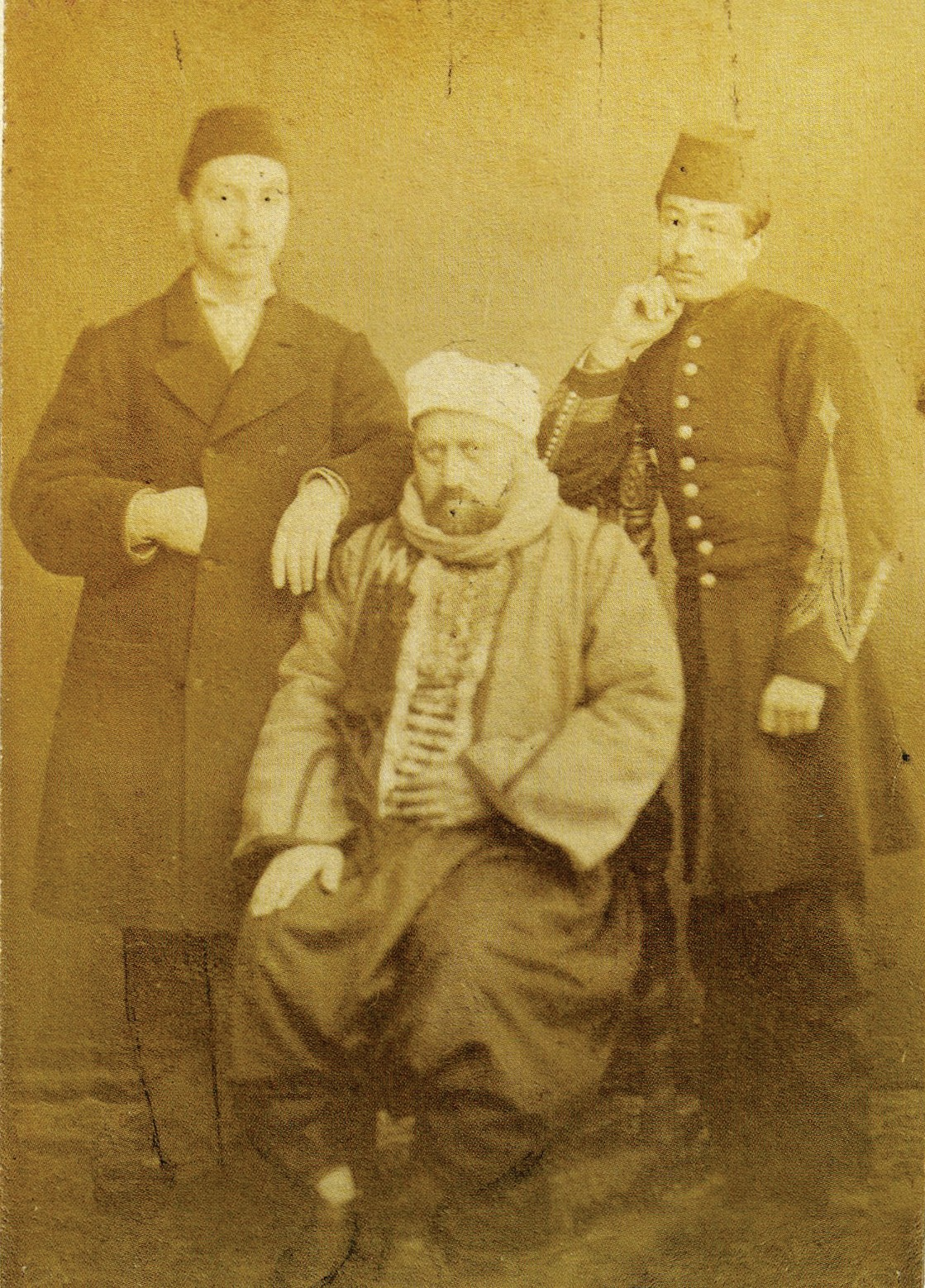
Última foto tirada do Sultão

A morte de Abdulazize no Palácio de Çırağan, em Istambul, alguns dias depois foi documentada como um suicídio na época mas as suspeitas de assassinato imediatamente surgiram.
Uma alegação afirma que, na manhã de 5 de junho, Abdulazize pediu uma tesoura para aparar a barba. Pouco depois, ele foi encontrado morto em uma poça de sangue que fluía de dois ferimentos nos braços. Seu corpo queria ser examinado por 17 médicos, mas eles só foram autorizados a examinar seus pulsos: os quais afirmaram que a morte havia sido causada pela perda de sangue produzida pelas feridas dos vasos sanguíneos nas articulações dos braços "e que" a direção e a natureza das feridas, juntamente com o instrumento que as produziu, os levou a concluir que se tratava de um suicídio. Um desses médicos também afirmou que “a pele dele estava muito pálida e totalmente livre de hematomas, marcas ou manchas de qualquer espécie. Não havia lividez dos lábios indicando asfixia nem nenhum sinal de pressão sendo aplicado na garganta.” Essas alegações atualmente são consideradas como falsas.
Após o destronamento do sultão Abdulazize, ele foi forçado a entrar em uma sala no Palácio Topkapi. Este quarto era o mesmo em que o sultão Selim III foi assassinado. Seis homens entraram na sala e tiveram dificuldade em dominar o sultão Abdulazize, pois ele também era um lutador. Ele ficou com hematomas no corpo. Então eles cortaram os dois pulsos, o envolveram e o deixaram sangrar até a morte.

Nas memórias recentemente publicadas do sultão Abdulamide II, o evento é descrito como um assassinato pela ordem de Hüseyin Avni Pasha e Midhat Pasha. Hüseyin Avni Pasha foi usado pelos franceses e Midhat Pasha foi usado pelos ingleses para derrubar o sultão Abdulazize. Segundo as memórias, o sultão Murade V, que sucedeu Abdulazize, começou a mostrar sinais de paranoia, loucura e desmaios e vômitos contínuos, mesmo no dia de sua coroação, e se jogou em uma piscina gritando com seus guardas para proteger sua vida. Eles temiam que o público se indignasse e se revoltasse para trazer o ex-sultão de volta ao trono.